# 俠盜獵車手：血戰唐人街
《俠盜獵車手：血戰唐人街》是一套由Rockstar North開發的跨平台遊戲。游戏最早作为任天堂DS的独占游戏推出。后陆续移植到PlayStation Portable、iOS和Android等平台。本作也是「俠盜獵車手系列」第十三個作品。
故事在《俠盜獵車手IV》的自由城上發生，而且主角首次由欧美人改為亚洲人。

## 登場人物
- 李皇(Huang Lee)：本作主角，香港出生，父親為香港黑道三合會會長，但某日突遭暗殺，他必須將傳家寶劍——「御劍」(Yu Jian Sword)送至自由城交給新任會長的叔父李武「肯尼」，不意在旅途中遭到襲擊，劍也被搶走，還差點惹上殺身之禍，因此為報父仇，並重振家聲，因此李皇開始身陷黑暗的殺戮冒險世界。後與韋德.赫斯頓查出偷玉劍的幕後黑手，並把偷走劍的人-叔叔肯尼殺死，而被邵明辛傳位，成為新一任自由城三合會頭目。

- 玫拉妮·瑪拉德( Melanie "Mel" Mallard ）：PSP版獨佔角色。在平面媒體世界等待機會的寫實紀錄作家，與邵明晨聯手拍下三合會走私交易的過程並賣給電視台。在拍攝交易現場過程中委託李皇來保護自己，不過李皇對她並不信任。而過沒多久玫拉妮決定將李皇和邵明晨在紀錄片中在不打馬賽克的情形下將有他們犯罪證據的錄影賣給電視台，代表兩人的身份將被揭露。而失望的邵明晨則下令李皇前往電視台綁架玫拉妮，將她綁到碼頭貨櫃裡後槍殺她。

- 李武(Wu "Kenny" Lee)：英名肯尼，自由城中統籌三合會組織的李家大家長，喜歡穿著過時的西裝，賣弄功夫電影的台詞，還會以收受現金方式來逃漏稅。為實現支配自由城三合會的野心，甚至不惜利用自己的侄子。後在結局中被揭穿為偷走御劍的幕後黑手，被李皇殺死。

- 單玲(Ling Shan)：美貌中隱藏著危險，從小就在唐人街長大，精通格鬥技，任何武器也都能靈活上手，擔任肯尼的隨扈主任，在這個只有金錢與暴力才是王道的都市，宣揚肯尼的權勢，並教導李皇熟悉生存所必須的格鬥技巧，後被偷襲而死。

- 邵明辛(Hsin Jaoming)：三合會頭目。在自由城持續當了二十年的龍頭，一直在尋找與自己有著相同頭腦與野心的繼承人，可惜兒子邵明晨與自己理想中的領袖人物相差甚遠，不過是個任性又無能的人，只會用錢收買同伴，常因自視甚高疏忽與思慮不周而樹敵。在故事中期安排李皇到自己底下做事以尋找御劍的下落。後來兒子因被認為三合會內鬼而辭去三合會首領以表謝罪。兒子死後邵明辛則是在結局得知三合會真正的內鬼是李武之後遭到李武用御劍砍傷。在結局中負傷被捕，臨走前把三合會頭目的位置傳於李皇。
- 邵明晨（Chan Jaoming)：三合會頭目邵明辛之子。 雖然野心勃勃但極度自戀，又經常自視甚高。是個頭腦簡單的花花公子。經常以買通他人的方式使他們少懷疑到自己頭上。與周明被視為檯面上的三合會接班人競爭對手，試圖打敗周明爭奪新老大的地位。後來被誤會和周明同為三合會的內鬼而雙雙被李皇殺害，直到死後才被證實兩人並非叛徒。

- 韋德·赫斯頓(Wade Heston)：自由城的貪污警察，經常是內部調查班(IAD)的追查對象，與李皇有著曖昧的合作關係，倆人將一起找出共同敵人FIB的線人。說謊、強盗、殺人是自由城人習以為常的事。后与李皇查出偷御劍的幕后黑手[2]。

- 周明(Zhou Ming)：三合會底下統籌周家的大家長，經營一家私人飯店。與邵明晨被視為潛在的三合會接班人，兩人也仇視彼此並保持著明爭暗鬥的關係。但不同於邵明晨的是他為人心狠手辣且當機立斷。曾指派李皇為他劫囚一名曾在多年前出賣過他但目前正在保外就醫的囚犯，成功劫囚後直接在李皇面前將他剖心。後來與他的競爭對手邵明晨雙雙被誤會為三合會的叛徒而被李皇殺害。直到他們死後才發現原來內鬼另有其人。

- 魯迪•德阿凡佐（Rudy D'Avanzo）： 某義大利黑幫的人員，不斷用會幫李皇尋找叛徒當晃子安排任務幫他調查他結識的一個叛徒。後來真實身份被發現，邵明辛讓主角去殺了他。

- 單鑫(Xin Shan)：單玲的哥哥，會給主角隱藏任務，最後被警察圍攻，倒在了妹妹單玲死去的同一條巷子里。

## 劇情
2009年，三合會成員李皇因父親被謀殺而前往自由城，並將他父親在一場紙牌遊戲中贏得的傳家寶劍“玉劍”交給了他的叔叔李武“肯尼”，到達後，李皇的護衛被身份不明的襲擊者殺死，他們偷走了劍，然後將裝死的李皇連車屍沉大海，倖存下來的他前往肯尼的餐廳，並將盜竊一事告訴了他的叔叔，肯尼聞訊大怒，透露他本打算將寶劍交給自由城三合會的老掌門邵明辛，以穩固他的繼任者地位，肯尼因失去玉劍而感到丟臉，之後指示李皇協助維持他的生意，同時使他慢慢地被捲入毒品交易，在幫助他的叔叔時，李皇得知還有兩個人正在競爭成為邵明辛的繼任者，分別是他的兒子邵明晨和副首領周明，而他之後也有幫這兩個人工作。
然而，在一次工作中，李皇被腐敗LCPD偵探韋德·赫斯頓截獲，他提出協助他找到玉劍，並以逮捕小偷來洗清他的名聲，從而擺脫內部調查班(IAD)的追查，李皇同意並幫助赫斯頓調查一個與三合會結盟的韓國團伙，後者懷疑他們是盜竊玉劍的幕後黑手，在竊聽韓國人的總部後，兩人得知該團伙中有一個名為Wonsu Nodong的分裂組織，其領導人一直在線人的幫助下給三合會製造麻煩。
與此同時，邵明辛聯繫李皇尋求幫助，表示他有消息指集團有內鬼，並命令他調查韓國人和死亡天使非法摩托車俱樂部，於是找來胖子萊斯特混入死亡天使中調查，在此過程中，李皇被迫與一個憎恨三合會的騙子黑手黨打交道，他利用李皇幫他工作，最後受趙信命令把這個騙子殺死，但邵明辛很快對李皇緩慢的進展感到惱火，並認為他可能是內鬼，試圖殺死他，幸好肯尼出面救他一命，並勸邵明辛給李皇更多時間尋找真正的內鬼，讓他最終發現韓國人和死亡天使都是無辜的，與此同時，由於內部事務不斷施加壓力，赫斯頓被迫跪下，讓李皇駭進FIB服務器以檢索一些文件，發現周明和邵明晨都是警方的線人。
在與他的叔叔討論他的發現後，肯尼說服李皇必須將他們交給邵明晨，出於對兒子背叛三合會的可能性的恥辱，邵明晨辭去了領導職務，並任命肯尼為他的繼任者，與此同時，李皇的任務是殺死周明和邵明晨，儘管他們在死前都否認了對他們的指控，赫斯頓後來聯繫了李皇，告訴他他檢索到的信息是假的，而Wonsu領導人正在會見他的盟友，包括線人，同時也說了幫他找劍的原因原來是這班人導致他的妻子車禍死亡，在監視會議後，李皇震驚地發現肯尼是Wonsu的領導者，並策劃了對玉劍的盜竊，之後LCPD和FIB突襲會議，肯尼趁機逃跑，但李皇和赫斯頓追捕他到邵明辛的頂層公寓。
在與叔叔對質後，李皇得知肯尼受邵明辛委託去取回玉劍，因此李皇的父親必須死才能將其傳給他，以換取三合會的地位，肯尼遵從了這一點，但他策劃了一個令玉劍被偷走的計劃，以免自己落入不光彩的位置，後來又陷害周明和邵明晨以掩蓋他的踪跡，但肯尼認為這一切起源都是因為邵明辛謀劍，於是刺傷了他，但肯尼之後又被李皇殺死了，LCPD和FIB終於趕到，當現場的所有人都要被逮捕時，赫斯頓表示李皇是他的線人，以確保他能安全離開，藉此作為對他幫忙的報答，而邵明辛在被送往醫院之前，讚揚了李皇的忠誠，並提議任命他為下一任三合會老大，但李皇的回應沒有透露。

## 特色
- 偷車系統：玩家若偷取路邊的車輛有時會出現剪斷電線使其短路、輸入密碼等小遊戲，若不理會或下方時間條到底則車子會發出警報，引來警察(仍可發動)。
- 與以往最大的差別，玩家消除警星的方式是讓警車自毀即可，例如急轉彎讓警車用力撞牆即可消一顆星星。
- 在肯尼的餐館附近，有一台龍在上的餐車，為本作新增的一個出租車任務，任務是指定時間內送餐並擊退來犯的敵人。
- 玩家駕駛救護車救治病患時，需點擊心電圖實施電擊避免病人死亡，在「沒心跳的人（Flatliner）」任務中需要此技巧。
- 本作的遊戲視角使用「上帝視角」，以自上而下的角度進行遊戲。

## 多人游戏

### 单人
玩家必须达成必要的杀敌限制数目（Kill Limit），或是在有限的时间（Time Limit）内达成最多的杀敌数，一旦先达成两者其中一项，便可成为赢家；

### 组队
也允许多位玩家组成帮派（Gang）跟另一组帮派来对抗，同样也是优先达成杀敌限制数目或时间限制最多杀敌数者一方获得胜利。

### 攻防（Protection Racket）
就好比时下流行的《CS》射击游戏，玩家分组为攻、守两方，在两回合中双方帮派人马分别担任一次攻守角色，攻方要想尽办法在有限时间内毁掉守方基地中的四辆豪华大礼车（Limo），而守方则是要不顾一切来严防这四辆礼车被攻方给摧毁。

### 偷窃（Get Stretch）
两方人马都要想尽办法将对方车子给偷开回自己的基地里面，同时还得保护自己帮派的车子不被对方给偷走，万一帮派车辆真被对方给偷走的话，玩家可以选择是要去将它抢回并开回基地，或将它就地摧毁，也不要让敌对帮派将之偷开去用；此外，被对方偷走的帮派车辆如一段时间内，对方疏于看管之下，那么该辆帮派车将会自动回到原所属的帮派基地里面；玩家必须要同时拥有双方车辆在基地内才算是一次成功夺取，先达成关卡所规定的分数一方或是在时间限制内达成最多次夺取的一方即可成为赢家。

### 竞技场模式（The His List）
此模式将随机数选出一位玩家作为被其它玩家所猎杀的目标，被猎杀的目标要想尽办法活下来不被猎杀，而杀手们则是要想尽办法用最快速度解决掉被猎杀的目标，目标一旦被猎杀清除掉之后，系统将再随机数挑选出一位被猎杀的目标；当玩家成功猎杀目标将可在游戏结束后得到额外的生存时间点数，当所有玩家都被猎杀完，最终取其生存时间最长久者为赢家；猎杀期间内目标所搭乘载具将是可以被破坏的。

### Street Rage
玩家必须驾驶载具通过检查点并抢第一个到达终点，途中允许玩家更换其它载具来搭乘，或是射杀对手阻挠他们前进；如一段时间里玩家不在载具内，或是遭其它竞争对手射杀，则将会自动在位于赛道上的载具里重生（Re-spawned）并继续进行游戏，第一个到达终点并完成路线的玩家为赢家；游戏途中吃到 Sticky Tires 这项道具将可让玩家的载具在一段时间限制内获得更好的操控性；吃到 Instant Repair 则可让玩家载具立即得到修复。

### The Wedding List
所有玩家将可收集散布在自由市内的车辆载具，并将之开到装箱货运地点；只有当玩家坐到车内才能算是收集到该载具，才能得知要开往何处装箱的讯息，此模式将视玩家开到装箱处的载具车况来决定奖励金额，一旦当所有车辆都被收集并交付装箱完成之后，拥有最多现金的玩家即为赢家。。

## PSP版
Rockstar的创始人Sam Houser表示：“我们非常荣幸可以将这部独特的便携版《侠盗猎车手》系列游戏延伸到PSP平台上，并很高兴可以为PSP go提供游戏的下载版本。」「Rockstar Leeds展示了他们在开发掌机作品上非凡的才能，他们在游戏的深度和创新方面有很大突破，使得《侠盗猎车手：唐人街战争》拥有丰富的要素、爽快感并很容易让玩家沉迷其中。」
「Rockstar开发的GTA系列早就成为PlayStation平台上不可或缺的部分，」索尼北美分部的首席执行官Jack Tretton说，「《侠盗猎车手：唐人街战争》今秋能够来到PSP平台，我们非常欢迎！」
本次所推出的PSP版GTA动作冒险游戏大作：《侠盗猎车：唐人街战争》目前预定2009年10月底在北美地区发售，游戏通过UMD和PSN方式发售，而PSP版将图像画面将提升至宽屏显示，并改善游戏中的亮度显示以及动画播放，而且将会增加全新的剧情模式。

## 琐事
据英国杂志《官方任天堂杂志》报道，该游戏包含至少80万行代码，这使其成为开发过程中最复杂的任天堂DS游戏。
如果玩家在 GameStop 预购了本作，将获得一组作弊码，可在游戏早期解锁 Ammu-Nation 的全部武器，并获得 $10,000，或者可以在 Auto Merchant 处获得一辆防弹的 Infernus 跑车。
所有游戏中的任务角色都拥有专属的主题音乐，每当他们的任务开始时，主题曲便会响起。
与自《侠盗猎车手III》以来几乎所有作品封面都在左上角绘有直升机不同（除了《GTA: Advance》外），本作《唐人街战争》的封面未包含直升机元素——很可能是因为游戏中无法驾驶直升机，仅在一个剧情任务中搭乘一次。
在游戏地图的左上角、右上角、左下角和右下角（远离城市，处于水域中）都有标牌，上面写着：“Here Be Dragons（此处有龙）”。
在主菜单进入 PDA 设置后，可以看到一个“关于 BadgerOS”的选项，提示玩家如需更多信息可访问 Rockstar Games 官方网站。该页面还显示一个时间戳：“20:11:52 09/26/09”，表明游戏时间线开始于 2009年9月26日晚上8点12分。
《唐人街战争》是第一款被评定为 PEGI 18+（欧洲地区） 的任天堂 DS 游戏。
在《GTA IV》中，因市长颁布禁枪令，Ammu-Nation 被关闭；而在《唐人街战争》中，Ammu-Nation 再次登场，成为 HD 宇宙中首次重新引入该武器商店的作品。
这是该系列中第二部以亚洲裔角色为主角的游戏，第一部是初代《GTA》中的 Mikki。
与初代《GTA》和《GTA Advance》类似，本作是系列中仅有的三部无法跳跃的游戏之一。玩家无法跳跃，但可以进行翻滚操作。
《唐人街战争》是整个系列中仅有的三部未包含任何出现在其他作品中的角色的游戏之一，另外两部是《GTA 1》和《GTA 2》。

## 外部連結
- 遊戲官方網站 （页面存档备份，存于）（英文）
- Grand Theft Auto IV （页面存档备份，存于）在Grand Theft Wiki的主頁（英文）